# Leichtathletik-Weltmeisterschaften 2015/Teilnehmer (Usbekistan)
| Gelbes Symbol für Goldmedaillen mit stilisierten Olympischen Ringen | Graues Symbol für Silbermedaillen mit stilisierten Olympischen Ringen | Braundes Symbol für Bronzemedaillen mit stilisierten Olympischen Ringen |
| ------------------------------------------------------------------- | --------------------------------------------------------------------- | ----------------------------------------------------------------------- |
| —                                                                   | —                                                                     | —                                                                       |

Der Leichtathletikverband Usbekistans nominierte vier Athleten für die Leichtathletik-Weltmeisterschaften 2015 in der chinesischen Hauptstadt Peking.

## Ergebnisse

### Männer

#### Sprung/Wurf
| Athlet          | Disziplin  | Qualifikation | Qualifikation | Finale             | Finale             |
| Athlet          | Disziplin  | Weite/Höhe    | Platz         | Weite/Höhe         | Platz              |
| --------------- | ---------- | ------------- | ------------- | ------------------ | ------------------ |
| Suhrob Xoʻjayev | Hammerwurf | 71,24 m       | 26            | nicht qualifiziert | nicht qualifiziert |

### Frauen

#### Laufdisziplinen
| Athlet          | Disziplin | Vorlauf | Vorlauf | Halbfinale | Halbfinale | Finale | Finale |
| Athlet          | Disziplin | Zeit    | Platz   | Zeit       | Platz      | Zeit   | Platz  |
| --------------- | --------- | ------- | ------- | ---------- | ---------- | ------ | ------ |
| Sitora Hamidova | Marathon  |         |         |            |            | DNF    | DNF    |

#### Sprung/Wurf
| Athlet            | Disziplin  | Qualifikation | Qualifikation | Finale     | Finale |
| Athlet            | Disziplin  | Weite/Höhe    | Platz         | Weite/Höhe | Platz  |
| ----------------- | ---------- | ------------- | ------------- | ---------- | ------ |
| Svetlana Radzivil | Hochsprung | 1,92 m        | 13            | 1,88 m     | 9      |

#### Siebenkampf
| Athletin            | Disziplin | 100 m Hürden | Hochsprung | Kugelstoßen | 200 m   | Weitsprung | Speerwurf  | 800 m          | Punkte  | Platz |
| ------------------- | --------- | ------------ | ---------- | ----------- | ------- | ---------- | ---------- | -------------- | ------- | ----- |
| Yekaterina Voronina | Ergebnis  | 15,09 s PB   | 1,80 m SB  | 13,52 m SB  | 25,77 s | 5,81 m     | 44,44 m SB | 2:24,04 min SB | 5701 SB | 24    |
| Yekaterina Voronina | Punkte    | 830          | 978        | 762         | 817     | 792        | 753        | 769            | 5701 SB | 24    |